# Яценко Андрій Сергійович
Андрій Сергійович Яценко (нар. 14 вересня 1997) — український борець вільного стилю, призер чемпіонатів світу та Європи.

## Спортивні результати на міжнародних змаганнях

### Виступи на чемпіонатах світу
| Змагання                        | Збірна  | Вагова категорія       | Місце  |
| ------------------------------- | ------- | ---------------------- | ------ |
| Чемпіонат світу з боротьби 2017 | Україна | вільна боротьба, 57 кг | Бронза |
| Чемпіонат світу з боротьби 2019 | Україна | вільна боротьба, 57 кг | 20     |

### Виступи на чемпіонатах Європи
| Змагання                         | Збірна  | Вагова категорія       | Місце  |
| -------------------------------- | ------- | ---------------------- | ------ |
| Чемпіонат Європи з боротьби 2016 | Україна | вільна боротьба, 57 кг | Срібло |
| Чемпіонат Європи з боротьби 2017 | Україна | вільна боротьба, 57 кг | 8      |
| Чемпіонат Європи з боротьби 2023 | Україна | вільна боротьба, 57 кг | 8      |

### Виступи на інших змаганнях
| Змагання                                                         | Збірна  | Вагова категорія          | Місце  |
| ---------------------------------------------------------------- | ------- | ------------------------- | ------ |
| Київський Міжнародний турнір з боротьби 2016                     | Україна | вільна боротьба, до 57 кг | Срібло |
| Олімпійський кваліфікаційний турнір з боротьби 2016 (Улан-Батор) | Україна | вільна боротьба, до 57 кг | 4      |
| Турнір Вацлава Зіолковські 2016                                  | Україна | вільна боротьба, до 57 кг | Бронза |
| Всесвітні ігри військовослужбовців 2016                          | Україна | вільна боротьба, до 57 кг | Бронза |
| Золотий Гран-прі з боротьби 2016                                 | Україна | вільна боротьба, до 57 кг | 14     |
| Клубний чемпіонат світу з боротьби 2016                          | Україна | команда                   | Бронза |
| Київський Міжнародний турнір з боротьби 2017                     | Україна | вільна боротьба, до 57 кг | Золото |
| Pro Wrestling League 2018                                        | Україна | команда                   | 5      |
| Турнір Дана Колова — Николи Петрова 2018                         | Україна | вільна боротьба, до 57 кг | 11     |
| Турнір Г. Картозія і В. Балавадзе 2018                           | Україна | вільна боротьба, до 57 кг | Срібло |
| Київський Міжнародний турнір з боротьби 2019                     | Україна | вільна боротьба, до 57 кг | Бронза |
| Турнір Вацлава Зіолковські 2019                                  | Україна | вільна боротьба, до 61 кг | 7      |
| Всесвітні ігри військовослужбовців 2019                          | Україна | вільна боротьба, до 57 кг | 5      |
| Турнір Маттео Пелліконе 2020                                     | Україна | вільна боротьба, до 57 кг | 5      |
| Кубок світу з боротьби 2020                                      | Україна | вільна боротьба, до 57 кг | Бронза |
| Європейський олімпійський кваліфікаційний турнір з боротьби 2021 | Україна | вільна боротьба, до 57 кг | Бронза |
| Міжнародний турнір Маттео Пелліцоне 2022                         | Україна | вільна боротьба, до 57 кг | 7      |
| Турнір Вацлава Ціолковські 2022                                  | Україна | вільна боротьба, до 57 кг | Срібло |
| Меморіал Білла Фаррелла 2022                                     | Україна | вільна боротьба, до 61 кг | Золото |
| Турнір Ібрагіма Мустафи 2023                                     | Україна | вільна боротьба, до 57 кг | Срібло |

### Виступи на змаганнях молодших вікових груп
| Змагання                                       | Збірна  | Вагова категорія          | Місце  |
| ---------------------------------------------- | ------- | ------------------------- | ------ |
| Чемпіонат Європи з боротьби серед кадетів 2012 | Україна | вільна боротьба, до 50 кг | Бронза |
| Чемпіонат світу з боротьби серед кадетів 2012  | Україна | вільна боротьба, до 50 кг | Бронза |
| Чемпіонат Європи з боротьби серед кадетів 2013 | Україна | вільна боротьба, до 54 кг | Золото |
| Чемпіонат світу з боротьби серед кадетів 2013  | Україна | вільна боротьба, до 54 кг | Золото |
| Чемпіонат Європи з боротьби серед кадетів 2014 | Україна | вільна боротьба, до 54 кг | Бронза |
| Чемпіонат світу з боротьби серед кадетів 2014  | Україна | вільна боротьба, до 54 кг | Золото |
| Чемпіонат Європи з боротьби серед юніорів 2015 | Україна | вільна боротьба, до 55 кг | 5      |
| Чемпіонат світу з боротьби серед юніорів 2016  | Україна | вільна боротьба, до 55 кг | 5      |
| Чемпіонат Європи з боротьби серед молоді 2017  | Україна | вільна боротьба, до 57 кг | Бронза |
| Чемпіонат Європи з боротьби серед юніорів 2017 | Україна | вільна боротьба, до 60 кг | Срібло |
| Чемпіонат світу з боротьби серед молоді 2017   | Україна | вільна боротьба, до 57 кг | 7      |
| Чемпіонат Європи з боротьби серед молоді 2019  | Україна | вільна боротьба, до 57 кг | Золото |